# Digeridoo
Digeridoo — мини-альбом электронного музыкального продюсера и музыканта Aphex Twin, выпущенный в январе 1992 года под псевдонимом Aphex Twin на лейбле R&S Records .Заглавный трек «Digeridoo» ранее был выпущен под названием «Aboriginal Mix» на Analog Bubblebath Vol 2 (1991).
Британское издание, выпущенное в апреле 1992 года, вошло в танцевальный чарт синглов на 10-е место  и в основной чарт синглов на 55-е место  9 мая
31 мая 2024 года вышел расширенный релиз мини-альбома

## Трек лист
| №                   | Название                | Длительность |
| ------------------- | ----------------------- | ------------ |
| 1.                  | «Digeridoo»             | 7:11         |
| 2.                  | «Analogue Bubblebath 1» | 4:44         |
| 3.                  | «Flaphead»              | 7:00         |
| 4.                  | «Phloam»                | 5:33         |
| Общая длительность: | Общая длительность:     | 25:15        |

### расширенный трек лист
| №   | Название                                      | Длительность |
| --- | --------------------------------------------- | ------------ |
| 1.  | «Digeridoo»                                   | 7:12         |
| 2.  | «Flap Head»                                   | 7:00         |
| 3.  | «Phloam»                                      | 5:33         |
| 4.  | «Isoprophlex»                                 | 6:23         |
| 5.  | «Digeridoo (Cr7e Version)»                    | 7:25         |
| 6.  | «Digeridoo (Live in Cornwall) (Cr7e Version)» | 6:26         |
| 7.  | «Isoprophlex (Slow) (Cr7e Version)»           | 8:25         |
| 8.  | «Phloam (Cr7e Version)»                       | 5:49         |
| 9.  | «Isoprophlex (Cr7e Version)»                  | 6:23         |
| 10. | «Flap Head (Cr7e Version)»                    | 7:54         |